# Kninski ulomak
Kninski ulomak je ulomak luka na kojem se miješaju glagoljična i ćirilćna slova. Nađen je u crkvi svetoga Bartola u Kapitulu pokraj Knina. Čuva se u Splitu, u Muzeju hrvatskih arheoloških spomenika.